# Rue de la Casquette
Ne doit pas être confondu avec rue de la Casquette (Bruxelles).
La rue de la Casquette est une rue piétonne commerçante du centre de Liège en Belgique. 

## Situation et accès
Elle va du boulevard de la Sauvenière au carrefour de la rue des Dominicains et de la rue Georges-Clemenceau. Située aux abords du Carré, on y retrouve notamment des restaurants et des petits commerces.

## Voies adjacentes
- Boulevard de la Sauvenière
- Rue des Célestines
- Rue du Diamant
- Rue Saint-Jean-en-Isle
- Rue Sébastien Laruelle
- Rue Saint-Adalbert
- Bergerue
- Rue des Dominicains
- Rue Georges-Clemenceau

## Odonymie
La rue de la Casquette doit son nom à une enseigne apposée sur une façade indiquant la présence d'une boutique.

## Histoire
L'aspect général de cette rue date de 1845.
De 2013 à novembre 2014, la rue de la Casquette, ainsi que la rue Sébastien Laruelle, subissent une profonde rénovation en vue de l’extension du piétonnier liégeois. Les trottoirs et la route sont remplacés par une rue pavée de plain-pied tout comme les rues piétonnes adjacentes. Au retour du tram, la zone piétonne, comprenant déjà la totalité du quartier du Carré devrait s'étendre jusqu'à la place Xavier Neujean,.

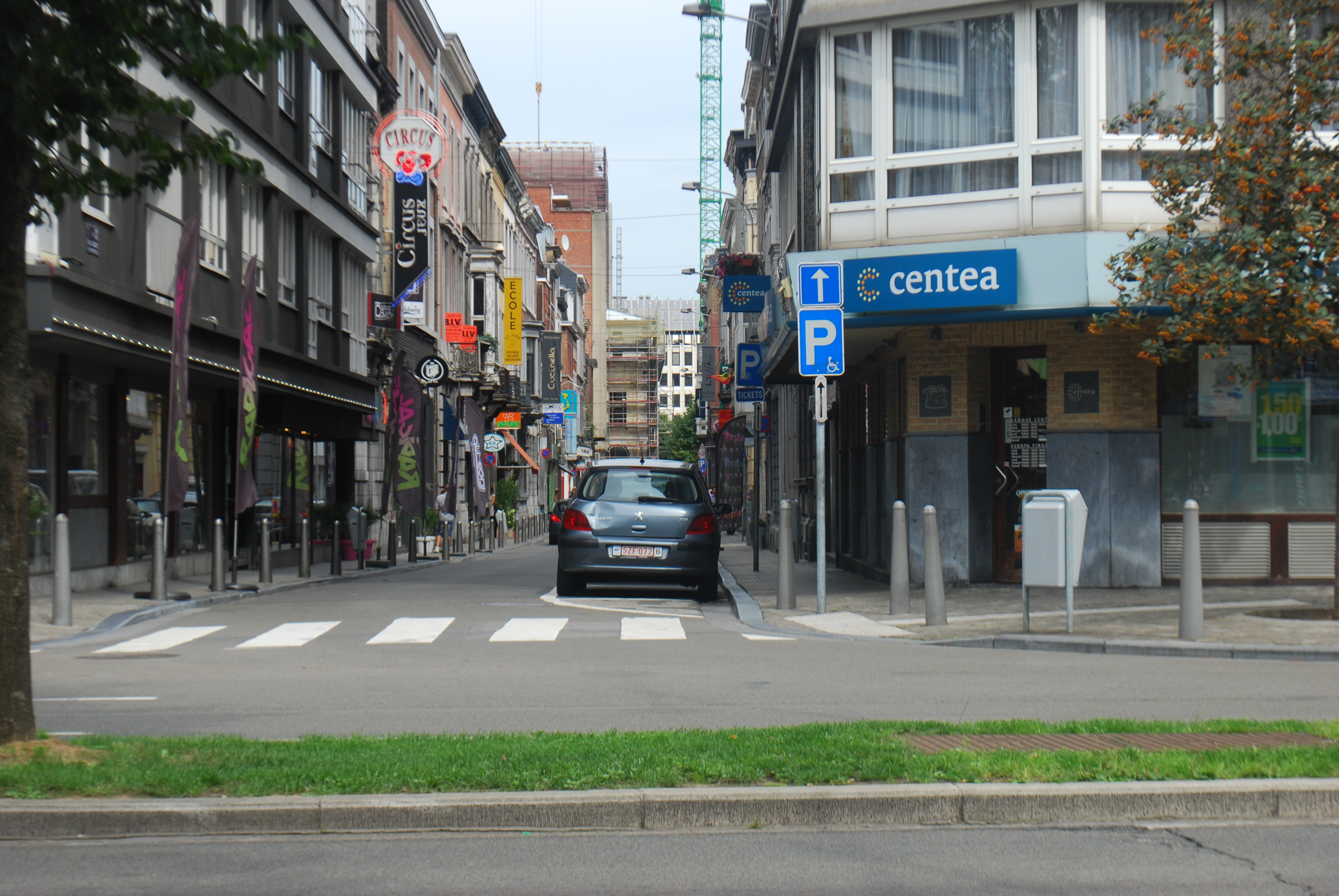
La rue de la Casquette en août 2011, avant les transformations de la rue en piétonnier (vue du boulevard de la Sauvenière vers l'Opéra).

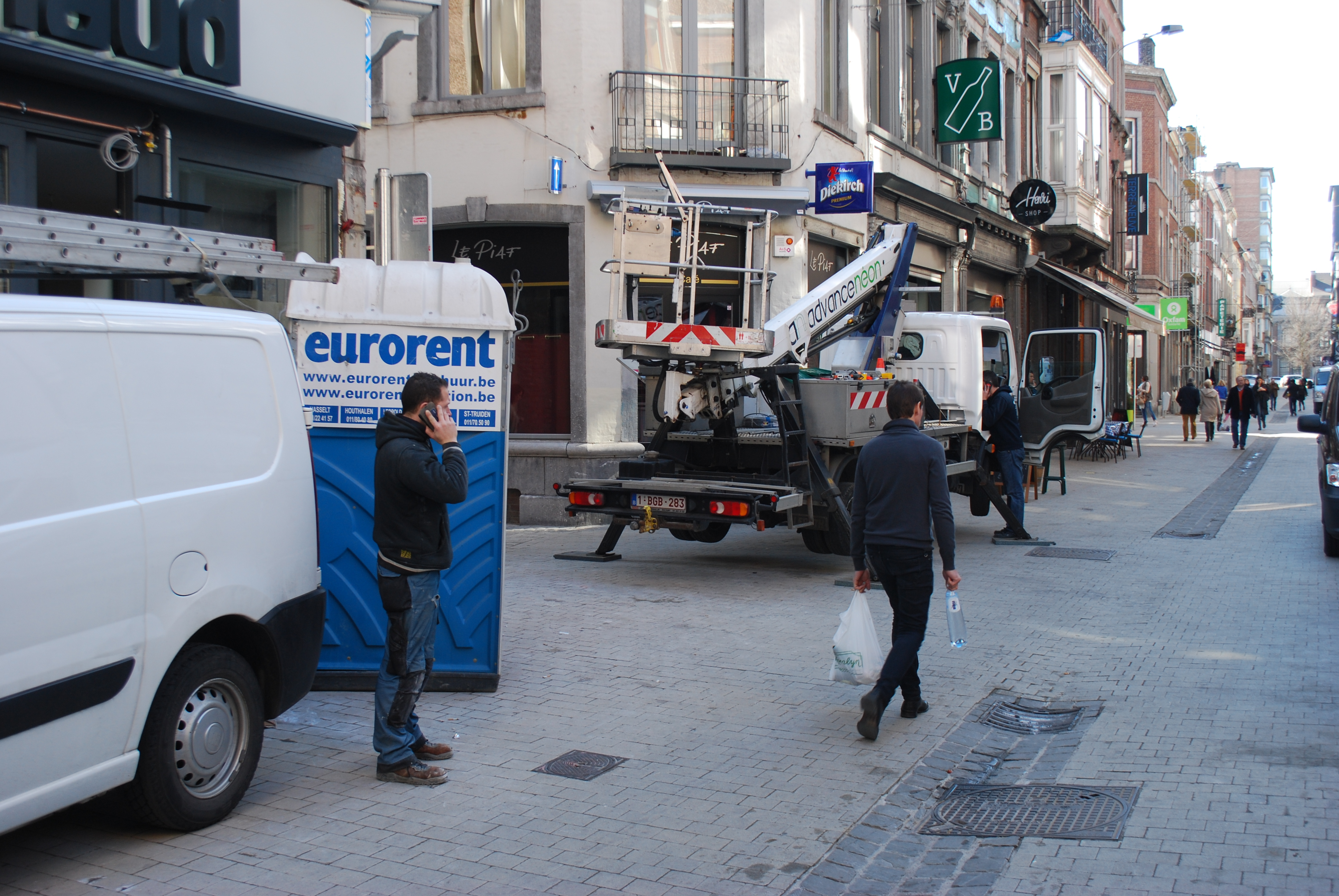
La rue de la Casquette en mars 2015, après les transformations de la rue en piétonnier (vue de l'Opéra vers le boulevard de la Sauvenière).

## Bâtiments remarquables et lieux de mémoire
- n° 4 : Le Petit Théâtre de l'Opéra royal de Wallonie, reconverti début 2015 en un espace culturel hybride, appelé La Halte[4],[5].